# 左旗三
左旗三（天箭座δ/δ Sge）是一个位于天箭座的双星，视星等3.68。主星是个红色的M型亮巨星，伴星是B型主序星。基于视差，它距离地球大约590光年。
左旗三是一个光谱联星，轨道周期大约10年，偏心率0.44。
左旗三以相对太阳9.8km/s的速度在银河系里移动。它的轨道让它距离银心23,800到35,300光年。